# The Long Love Letter
The Long Love Letter (漂流教室? Drifting Classroom) è un dorama stagionale invernale prodotto da Fuji TV in 11 puntate e mandato in onda nel 2002; vede come co-protagonisti, tra gli altri, due giovanissimi Takayuki Yamada e Tomohisa Yamashita. La storia si basa sulla serie manga in 11 volumi Aula alla deriva di Kazuo Umezu, autore di fumetti di genere horror oltre che attore e musicista.

## Trama
Un giorno Yuka, giovane professoressa figlia del proprietario di un negozio di fiori, incontra Akio, uno studente di college. Le loro anime sembrano incrociarsi ed entrambi si sentono immediatamente attratti l'uno dall'altra, ma purtroppo non riescono ad approfondire la conoscenza; difatti pur scambiandosi i numeri di telefono al ragazzo viene la sera stessa rubato il cellulare. L'occasione sembra pertanto irrimediabilmente sfumata. È già passato un anno e Yuka inizia a lavorare nel negozio paterno, mentre Akio è diventato un sensei di matematica presso il liceo Motokura. Un giorno, durante il mese di novembre, Yuka si dirige proprio alla scuola Motokura per richiedere da un'altra insegnante il pagamento di un ordine e lì, ecco che gli capita nuovamente (come ennesimo scherzo del destino) d'incontrare Akio.
Le loro rispettive vite sembrano diventate oramai troppo distanti per poter trovare qualche affinità, punto di raccordo e compatibilità in comune: lei è difatti stata espulsa dal corpo insegnante con l'accusa d'aver aggredito un alunno. Si troveranno però nuovamente vicini nel cortile dell'istituto, davanti al cancello d'ingresso, il primo giorno di scuola dopo le vacanze di capodanno nell'esatto momento in cui si verifica un forte terremoto; rimangono isolati dall'esterno. Gli studenti si lasciano prendere dal panico, ma i due cercano in qualche modo di tranquillizzarli e portar la calma. Davvero molte cose strane iniziano allora ad accadere: pare che la scuola si trovi ora circondata da un autentico deserto composto di pietrisco nero - apparso da chissà dove - e che tutto quello che c'era prima sia di colpo scomparso nel nulla; la città non esiste più!
L'intero pianeta sembra divenuto arido e morto, come se ci fosse stata la fine del mondo: si verifica anche una strana eclissi di Sole ed ecco che, un po' alla volta, i sopravvissuti iniziano a pensare che la realtà temporale per loro non sia più lineare ma che, invece, si sposti avanti e indietro. Raffiche di domande irrisolte passano allora per la mente dei giovani studenti e degli insegnanti: sono per caso finiti in un qualche tunnel spaziotemporale da cui risulta impossibile uscire? Sono destinati a vagare per l'eternità fuori dal tempo che hanno sempre conosciuto? Si accorgono poi d'essere stati trasportati di colpo nel futuro. Cercheranno di sopravvivere in quel nuovo pianeta Terra a loro completamente sconosciuto. In un primo momento pessimisti in quanto non vi è abbastanza cibo ed acqua, un poco alla volta sembrano iniziare ad accettare e convivere con ciò che gli sta accadendo.
Vi sono forse delle ragioni imperscrutabili per cui sono stati trasferiti in avanti nel tempo? Hanno qualche compito da portare a termine? Potranno mai tornare indietro? Se quello è il futuro che attende l'umanità devono cercar in qualche maniera di mettersi in contatto con chi è rimasto nel loro 'presente' per metterli in guardia, altrimenti rischiano che non vi sia più - né per loro né per nessun altro - alcun futuro. Provano a sopravvivere in questa nuovissima e 'folle' situazione esistenziale rimboccandosi nel contempo le maniche nel tentativo di cambiar le cose; come novelli Robinson Crusoe imparano l'importanza e la preziosità delle risorse naturali disponibili.

### Differenze col Manga
Gli studenti della scuola, da ragazzini delle medie, diventano adolescenti delle superiori; solo una classe composta da una trentina di persone viene trasferita attraverso lo spaziotempo, non l'intero complesso scolastico con 800 persone dentro; il sesso di Sekiya-sensei viene cambiato. Nella versione live action viene quasi completamente annullato lo scontro tra le fazioni di Sho e Tadashi; nel fumetto originale infine, si vede l'irrimediabile morte di tutti gli adulti, mentre nel dorama ne sopravvivono tre.

## Protagonisti

### Tempo distorto
- Yuka Misaki, interpretata da Takako Tokiwa: 28 anni.
- Akio Asami, interpretato da Yōsuke Kubozuka: 23 anni.
- Sho Takamatsu, interpretato da Takayuki Yamada: 17 anni.
- Tadashi (Yui) Otomo, interpretato da Tomohisa Yamashita: 17 anni.
- Noriko Sekiya, interpretata da Hiromi Nakajima: 32 anni. Una professoressa decisamente antisociale.
- Midori Kamo, interpretata da Emi Suzuki: 16 anni.
- Azusa Maioka, interpretata da Karina Nose: 17 anni.
- Sakiko Kawata, interpretata da Ayako Omura: 17 anni.
- Miyuki Takagi, interpretata da Emiko Koizumi: 17 anni.
- Hiroto Tatsumi, interpretato da Seiji Fukushi: 17 anni.
- Akihiro Okubo, interpretato da Hayato Ichihara: 16 anni.
- Sanzo Okatsu, interpretato da Morooka Moro:40 anni.
- Wakahara, interpretato da Shinsho Nakamaru: 48 anni. Dopo poco tempo impazzisce e cerca di uccidere tutti gli altri insegnanti.
- Tsuyoshi Hiranuma, interpretato da Yukio Masuda: 38 anni.
- Yoshio Tsurumi, interpretato da Masayuki Ito: 41 anni.

### Tempo presente
- Shigeo Misaki, interpretato da Ren Ōsugi: 55 anni. Padre di Yuka.
- Ryuta Fujisawa, interpretato da Satoshi Tsumabuki: 20 anni. Ex-studente di Yuka.
- Kaoru Ichinose, interpretata da Asami Mizukawa: 17 anni.
- Machiko Ichinose, interpretato da Atsuko Takahata
- Shinichi Yamada, interpretato da Asahi Uchida: 17 anni.
- Junko Nakazawa, interpretato da Kei Ishibashi: 23 anni.
- Yukino Otsuki, interpretata da Momoko Kurasawa
- Kisha, interpretato da Keisuke Seki

## Episodi
| Nº | Giapponese 「Kanji」 - Rōmaji                                                    | In onda          | In onda |
| Nº | Giapponese 「Kanji」 - Rōmaji                                                    | Giapponese       |         |
| 1  | 「恋人は!?沈む船・永遠の別れ」 - Koibito wa!? shizumu fune. eien no wakare       | 9 gennaio 2002   |         |
| 2  | 「2人の約束は?学校が消えた!」 - 2 nin no yakusoku wa? gakkō ga kie ta!           | 16 gennaio 2002  |         |
| 3  | 「死にゆく恋人に届け!この想い」 - Shiniyuku koibito ni todoke! kono omoi         | 23 gennaio 2002  |         |
| 4  | 「月の砂漠!2人だけの初デート」 - Tsuki no sabaku! 2 nin dake no hatsu dēto       | 30 gennaio 2002  |         |
| 5  | 「非常事態とあまりに突然のキス」 - Hijō jitai to amarini totsuzen no kisu        | 6 febbraio 2002  |         |
| 6  | 「薬がない!!愛する人に涙のキス」 - Kusuri ga nai!! aisuru hito ni namida no kisu | 13 febbraio 2002 |         |
| 7  | 「もっと普通の恋愛ドラマ」 - Motto futsū no renai dorama                         | 20 febbraio 2002 |         |
| 8  | 「帰れ!もとの世界へ」 - Kaere! moto no sekai e                                   | 27 febbraio 2002 |         |
| 9  | 「抱きしめてもいいですか?」 - Dakishime te mo ii desu ka?                        | 6 marzo 2002     |         |
| 10 | 「最後の食事…やっと会えた!」 - Saigo no shokuji? yatto ae ta!                    | 13 marzo 2002    |         |
| 11 | 「ハッピー・エンド」 - Happī. endo                                               | 20 marzo 2002    |         |

## Colonna sonora
- Tema d'apertura e chiusura: Loveland Island di Tatsuro Yamashita